# Венерина цветарска кошничка
Венерините цветарски кошнички (Euplectella aspergillum) са вид силициеви от семейство Euplectellidae.
Таксонът е описан за пръв път от Ричард Оуен през 1841 година.

## Подвидове
- Euplectella aspergillum aspergillum
- Euplectella aspergillum australicum
- Euplectella aspergillum indonesicum
- Euplectella aspergillum regalis